# Dalāyer-e Soflá
Dalāyer-e Soflá (persiska: دَلايِرِ سُفلَى, دَلايِرِ پائين, دَلَيِر سُفلَ, دلاير سفلى) är en ort i Iran.   Den ligger i provinsen Zanjan, i den nordvästra delen av landet, 270 km väster om huvudstaden Teheran. Dalāyer-e Soflá ligger 1 700 meter över havet och antalet invånare är 578.
Terrängen runt Dalāyer-e Soflá är kuperad österut, men västerut är den platt. Dalāyer-e Soflá ligger nere i en dal.Runt Dalāyer-e Soflá är det ganska glesbefolkat, med 34 invånare per kvadratkilometer. Närmaste större samhälle är Qīdar, 18,4 km nordost om Dalāyer-e Soflá. Trakten runt Dalāyer-e Soflá består i huvudsak av gräsmarker.